# Калыбаев, Абдиржан Калыбаевич
Абдиржан Калыбаевич Калыбаев (1935 год, село Уялы, Аральский район — 29 июня 1995) — работник партийных и хозяйственных органов.

## Биография
Окончил КазГУ, Алматинскую высшую партийную школу.
В 1957—1965 годах инспектор в учреждении переписи Сырдарьинском районе, старший экономист, старший экономист областного управления сельского хозяйства, старший экономист областного управления подготовки производственного и сельскохозяйственной продукции, старший инженер СМУ «Ауылқұрылыс», начальник отдела планирования.
В 1966—1978 годах инструктор областного парткома, секретарь городского парткома.
В 1978—1992 годах Первый заместитель председателя Кызылординского городского исполкома, председатель областной плановой комиссии, начальник главного планово-экономического управления, председатель Кызылординского городского исполкома.
В 1992—1994 годах — руководитель Кызылординского городского акимата, аким города.
В 1994 году депутат парламента Казахстана.
Помощник акима области в 1995 году.

## Награды
Награждён орденом «Знак почёта», медалями, Почётной грамотой Верховного Совета Казахской ССР.